# Raymond Siever
Raymond Siever (* 14. September 1923 in Chicago; † 24. September 2004 in Cambridge (Massachusetts)) war ein US-amerikanischer Geologe.
Siever studierte Geologie an der University of Chicago mit dem Bachelorabschluss 1943, dem Masterabschluss 1947 (nach Wehrdienst 1944 bei der U.S. Air Force, wo er in der Luftbildauswertung war und daraus Karten erstellte) und der Promotion bei Francis J. Pettijohn 1950. Schon als Student arbeitete er 1943/44 beim Illinois Geological Survey in Champaign/Urbana (unter anderem an Fragen der Erdölgewinnung aus Kohle), bei dem er auch nach seinem Studium 1947 bis 1957 war. 1956/57 forschte er mit einem Stipendium der National Science Foundation an der Harvard University, wo er ab 1957 Assistant Professor und später Professor war. 1957 bis 1970 forschte er auch am Oceanographical Institute in Woods Hole. 1968 bis 1971 und 1976 bis 1981 war er Vorstand der Fakultät Geologie in Harvard und 1994 emeritierte er. 1981/82 war er als Guggenheim Fellow Gastwissenschaftler am Scripps Institute of Oceanography und Gastprofessor an der Universität Tokio. Er starb an den Folgen der Parkinson-Krankheit.
Siever befasste sich vor allem mit der Geologie und insbesondere auch der Geochemie von Sedimentgesteinen und Sedimenten und ist mit dem Geophysiker Frank Press Verfasser eines verbreiteten Lehrbuchs über Geologie. Er entwickelte Anfang der 1960er Jahre eine Methode, das Porenwasser aus Sedimentgesteinen zu extrahieren, um aus diesem Hinweise auf die chemischen Veränderungen bei Ablagerung und Verfestigung zu gewinnen.
Sein mit den Kollegen Grotzinger und Jordan herausgegebenes, mehrfach überarbeitete Werk Understanding Earth, in der Deutschen Fassung unter dem Titel Allgemeine Geologie ist bis heute ein Standardwerk in der akademischen Ausbildung angehender Geologen und Geographen (Stand 2018).
Er erhielt dreimal den Society of Sedimentary Geologists Award (1959, 1990, 1991), den Francis J. Pettijohn Award der Society of Economic Paleontologists and Mineralogists und den American Association of Petroleum Geologists Award (1952). Er war Ehrenmitglied der Society of Sedimentary Geologists und Fellow der American Academy of Arts and Sciences (1966), der Geological Society of America und der American Association for the Advancement of Science. 1964 war er Präsident der Sektion Organische Geo-Chemie der International Geochemical Society. 1996 wurde er Ehrenmitglied (Honorary Fellow) der Geological Society of London.
Siever war ein passionierter Klavierspieler mit einer mehrjährigen Ausbildung am American Conservatory of Music in Chicago. Außerdem betrieb er Fechten auf Wettkampf-Niveau. Er war seit 1945 mit Doris Fisher verheiratet, mit der er zwei Söhne hatte.

## Schriften
- Sand – ein Archiv der Erdgeschichte (= Spektrum-Bibliothek, Band 22). Spektrum Akademischer Verlag, Heidelberg / Berlin 1989 (Originalausgabe Sand Scientific American Library, New York, NY 1988, ISBN 0-7167-5021-X,  übersetzt von Thomas Pichler). ISBN 3-922508-95-2.
- mit Frank Press, Thomas H. Jordan, John P. Grotzinger: Allgemeine Geologie. 5. Auflage, Spektrum Akademischer Verlag, Heidelberg / Berlin 2008 (Originaltitel: Understanding Earth, Freeman, New York, NY, 1993, übersetzt von Volker Schweizer), ISBN 3-8274-1812-7.
- mit Reinhart Kraatz (Hrsg.): Die Dynamik der Erde: Bewegungen, Strukturen, Wechselwirkungen (= Spektrum der Wissenschaften. Verständliche Forschung). Spektrum der Wissenschaften, Heidelberg 1987, ISBN 3-922508-40-5.
- The Dynamic Earth, Scientific American, September 1983
- mit Frank Press: Earth, Freeman, San Francisco 1974; 4. Auflage 1986,
- mit Francis John Pettijohn, Paul Edwin Potter Sand and Sandstone, Springer 1972; 2. Auflage 1987
- The Mississippian-Pennsylvanian unconformity in southern Illinois, Illinois State Geological Survey 1951
- mit Frank Press: Planet Earth. Readings from Scientific American, Freeman 1975
- The silica budget in the sedimentary cycle, Am. Mineralogist, Band 42, 1957, S. 821–841
- Plate tectonic controls on diagenesis, Journal of Geology, Band 87, 1979, S. 127–155
- Silica solubility 0 °C- 200 °C and the Diagenesis of siliceous sediments, Journal of Geology, 70, 1962, S. 127–150